# Attie Dyserinck
Adrienne Gertrude (Attie) Dyserinck (Batavia, 16 augustus 1876 - Den Haag, 26 september 1942) was een Nederlandse onderwijzeres, schilderes en componist.

## Leven en werk
Dyserinck was lid van de familie Dyserinck en een dochter van Hendrik Dyserinck (1838-1906) en Aletta Maria van der Willigen (1847-1888). Ze werd geboren in Nederlands-Indië, waar haar vader als marineofficier was gestationeerd. In 1886 werd hij onderdirecteur van de Marine in Willemsoord (Den Helder) en twee jaar later Minister van Marine. Ze was een nicht van Welmoet Wijnaendts Francken-Dyserinck, journaliste en voorvechtster vrouwenrechten.
Dyserink haalde in 1895 haar LO-akte en volgde vervolgens de MO-opleiding en schildercursus aan de Academie van Beeldende Kunsten in Den Haag. In 1899 werd ze er zelf als lerares aangesteld. Ze was lid van de Haagse schilderessenvereniging ODIS, die in 1927 werd opgericht. Dyserinck volgde ook lessen bij Antonie Ackermann, leraar aan het Koninklijk Conservatorium. In 1905 kreeg zij de Fockmedaille van het conservatorium voor haar orgelspel. Ze componeerde muziek bij teksten van Guido Gezelle en, schreef voor vrouwenkoren en publiceerde onder meer Kinderzangen, een liederenbundel voor de vrijzinnige zondagsschool. Ze was ook secretaresse van de Commissie tot verbetering van de volkszang.
Naast haar activiteiten op het kunstzinnig vlak was Dyserinck actief op het gebied van opvoeding en onderwijs; ze publiceerde erover en vervulde diverse bestuursfuncties. Ze werd in 1905 bestuurslid van de Nederlandsche Vereeniging tot bevordering van het schoonheidsbeginsel in het onderwijs en was redacteur van het verenigingstijdschrift Schoonheid en Opvoeding. Vanuit de vereniging was ze betrokken bij de oprichting van de Vereeniging ter behartiging van de belangen van het kind. Na de tentoonstelling "Opvoeding van het kind" (1908) werd de vereniging omgezet naar een bond, waarvan zij de eerste secretaris werd. Ze was secretaris-generaal van het organiserend comité van het tweede Internationaal congres voor zedelijke opvoeding in Den Haag (1912). Ze werd in 1915 vanuit de Bond afgevaardigd naar het Internationaal Congres van Vrouwen in Den Haag.
Dyserinck overleed op 66-jarige leeftijd.